# Rolle à gorge bleue
Eurystomus gularis
Espèce
Statut de conservation UICN

 LC  : Préoccupation mineure
Le Rolle à gorge bleue (Eurystomus gularis) est une espèce d'oiseau appartenant à la famille des Coraciidae.

## Description et éléments d'écologie
L’oiseau mesure plus ou moins 25 cm de long. Son poids est de 82 à 117 grammes. L'ensemble du dessus, des joues jusqu'au croupion, comprenant le dos, les scapulaires, les tertiaires, les petites, moyennes et grandes couvertures, est marron roussâtre,,. Une bonne partie de la queue, et le contour du bec sont plus foncées (bleu-noir). La gorge est généralement bleutée (parfois sombre). Le ventre et les flancs sont brun-roux foncé. L'ensemble des rémiges présente une couleur bleu foncé. Le dessous de la queue est bleu pâle avec une bande terminale sombre. Le bec est jaune éclatant, l'iris noisette. Les pattes sont vert-olive. Les sexes sont identiques mais les immatures sont d'un brun plus terne que les adultes. Ils ont une gorge brune, des flancs grisâtres ainsi qu'un ventre bleu clair. L’espèce se nourrit surtout d’insectes : en majorité des fourmis volantes, des termites et des coléoptères capturés en vol. A. narina émet de nombreux sons, notamment un tchiuuk-creeh(k) perçant, sachant que chacune des deux parties peut être prononcée seule.

## Répartition et habitat
L’aire de cet oiseau est un assez large couloir qui part de la Sierra Leone et aboutit jusqu'en Ouganda,,,. Le rolle à gorge bleue fréquente les forêts pluviales de plaine ; il peut s'agir des forêts non modifiées mais la plupart du temps, ce sont des forêts secondaires avec des clairières, des villages, des collines et souvent des cours d'eau. On le rencontre aussi dans une grande variété d'habitats ouverts.

## Reproduction
Le rolle à gorge bleue pond principalement de février à mai. Le nid est placé dans la cavité d'un arbre mort, au moins 10 mètres au-dessus du sol, à la lisière d'une clairière. La ponte comprend 2 ou 3 oeufs.

## Chant
Le rolle à gorge bleu émet une série de cris perçants qui sont répétés environ 17 fois en 5 secondes. Ces cris sont produits principalement pendant les vols de parade ou lorsqu'il poursuit des intrus et exprime sa territorialité.

## Statut de Conservation
L'UICN considère cette espèce comme ayant un statut de préoccupation mineure (10/2021).

## Liste des références citées dans l'article
1. 1 2 3 4 5  « Rolle à gorge bleue Eurystomus gularis - Blue-throated Roller », sur oiseaux.net (consulté le 2021).
2. 1 2 3  (en) « Rolle à gorge bleue Eurystomus gularis », sur ebird.org (consulté le 2021).
3. 1 2  Georges Bouet, Oiseaux d'Afrique Tropicale, 1955
4. ↑  (en) « Observation rolle à gorge bleue », sur inaturalist.org (consulté le 2021).
5. ↑  (en) « Blue-throated Roller Eurystomus gularis Vieillot, 1819 », sur avibase.bsc-eoc.org (consulté le 2021).
6. ↑  Daniel Le-Dantec, « Rolle à gorge bleue-Eurystomus gularis » , sur oiseaux.net, 5 janvier 2008 (consulté le 10 février 2025)
7. ↑  BirdLife International (BirdLife International), « IUCN Red List of Threatened Species: Eurystomus gularis », IUCN Red List of Threatened Species,‎ 1er octobre 2016 (DOI 10.2305/iucn.uk.2016-3.rlts.t22682916a92968601.en, lire en ligne, consulté le 22 octobre 2021)